# Седам-Кая

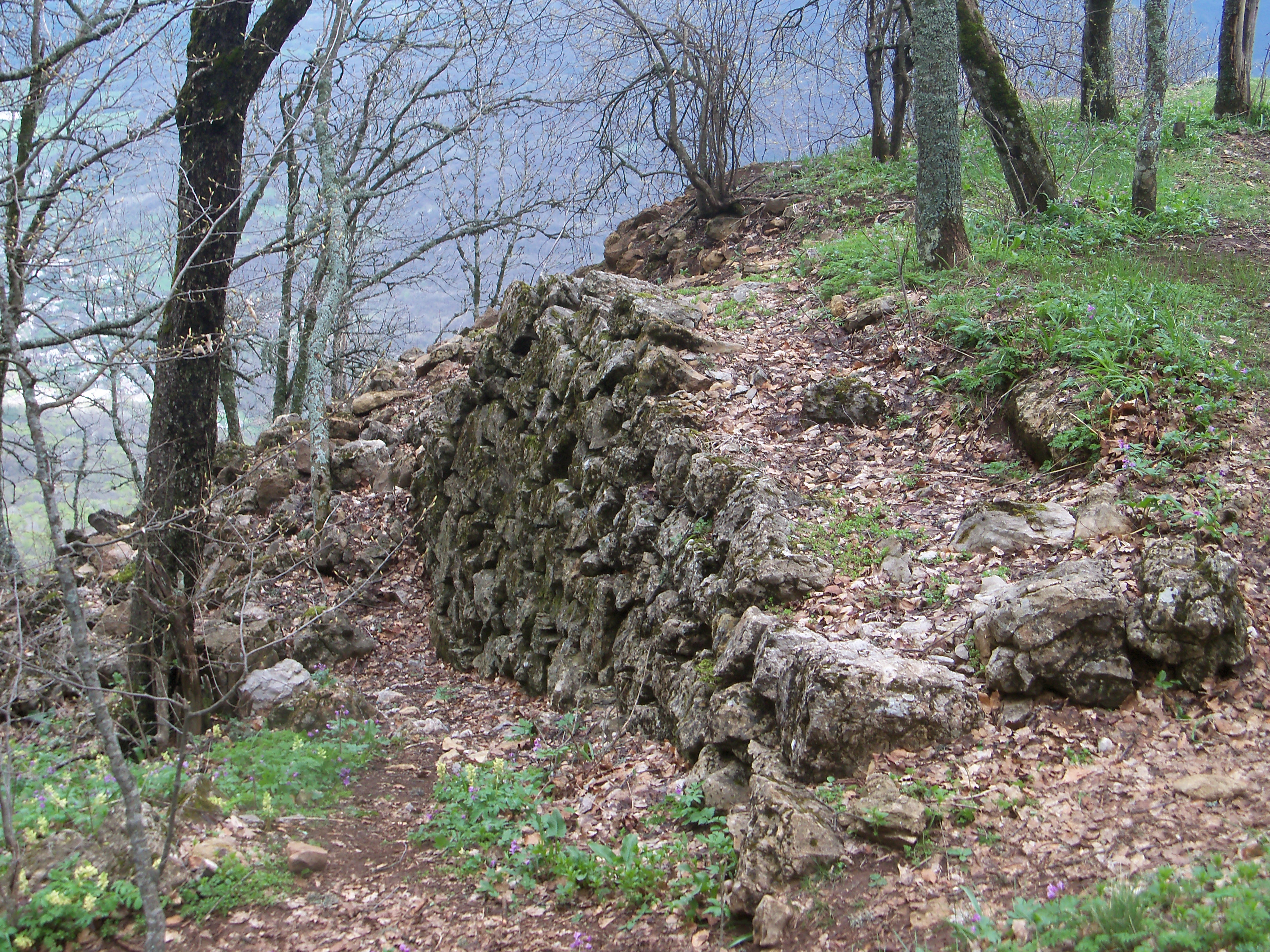
Старовинна кладка на г. Седам-Кая — залишки споруд.

Седам-Кая (Сідам-Кая, крим. Sidam Qaya, також Орлиний заліт) — гора в Криму. Вершина, розташована на схід, через сідловину від гори Куртлер-Богаз, в одному з нею масиві, який обривається на північ і схід скельними стінами, на північній околиці Ай-Петринської яйли, за 2,5 км на південь від села Соколине (Бахчисарайський район).
На схилах гори розташована печера-грот Данильча-Коба. Майже на самій вершині гори Седам-Кая знаходяться залишки старовинних споруд (див. фото). В листопаді 1941 — березні 1942 на горі розташовувався штаб радянських партизан, на згадку про що поблизу її вершини встановлено пам'ятний знак.
Одним з відрогів гори є вершина Сююрю-Кая (з кримськотат. «гостра гора»).

## Галерея

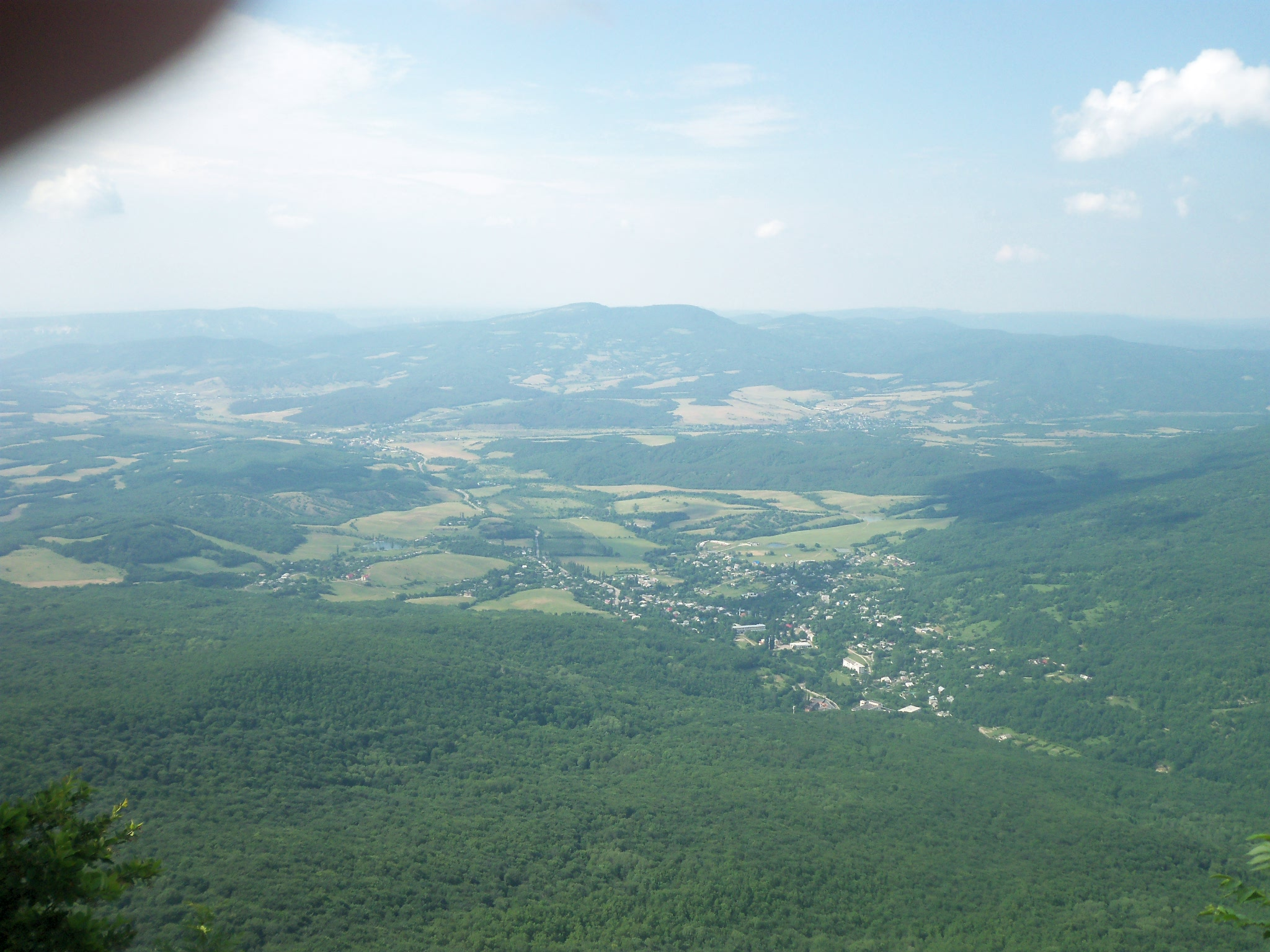
Вид з гори на село Соколине
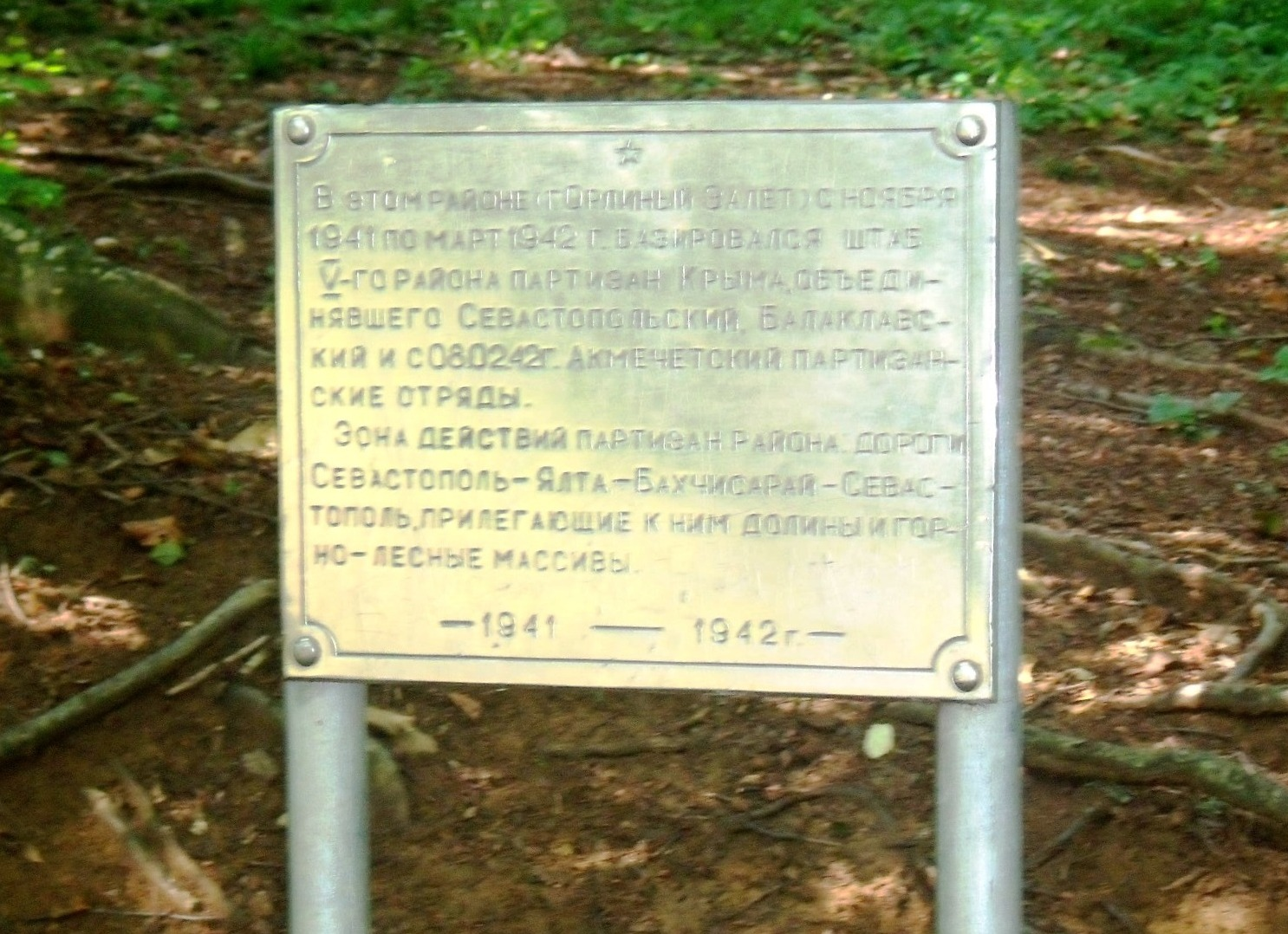
Пам'ятний знак про перебування штабу партизан на горі
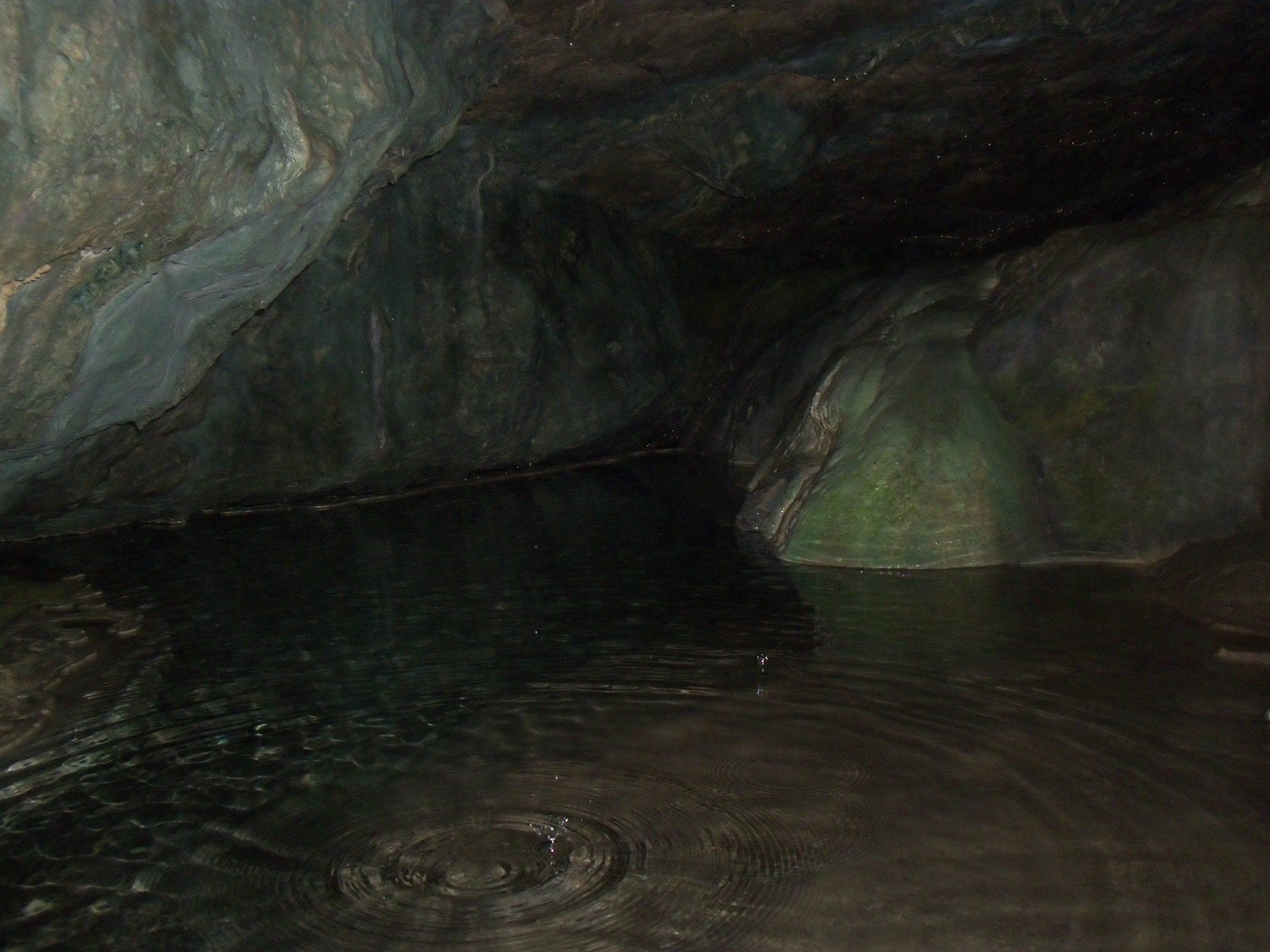
Озерце у гроті Данильча-Коба